# Theologia crucis
Theologia crucis (lat. „Theologie des Kreuzes“) ist die von Martin Luther 1518 während des Ablassstreits geprägte Bezeichnung für eine Theologie, die das Kreuz Christi in den Mittelpunkt stellt und Lehre und Leben der Kirche daran misst. Luther knüpfte dabei unmittelbar an Kernaussagen des Apostels Paulus an.
Die Theologia crucis wird innerhalb der reformatorischen Kirchen als Gegensatz zu einer scholastisch-spekulativen Theologia gloriae („Theologie der Herrlichkeit“) verstanden. An dieser wird bemängelt, dass sie lebensfern über Gottes Sein spekuliere und der Kirche einen sakramentalen Heilsbesitz zuerkenne, während die Theologia crucis auf dem Weg der Sündenerkenntnis zur Annahme der Erlösungsgnade Christi anleite (Rechtfertigungslehre) und die Kirche lediglich als Geschöpf und Werkzeug der Botschaft vom Kreuz verstehe.
Im ökumenischen Dialog besteht heute weitgehende Übereinstimmung darin, dass Kreuz und Herrlichkeit im christlichen Glaubensvollzug untrennbar zusammengehören.